# Вилла-Франкская зоологическая станция

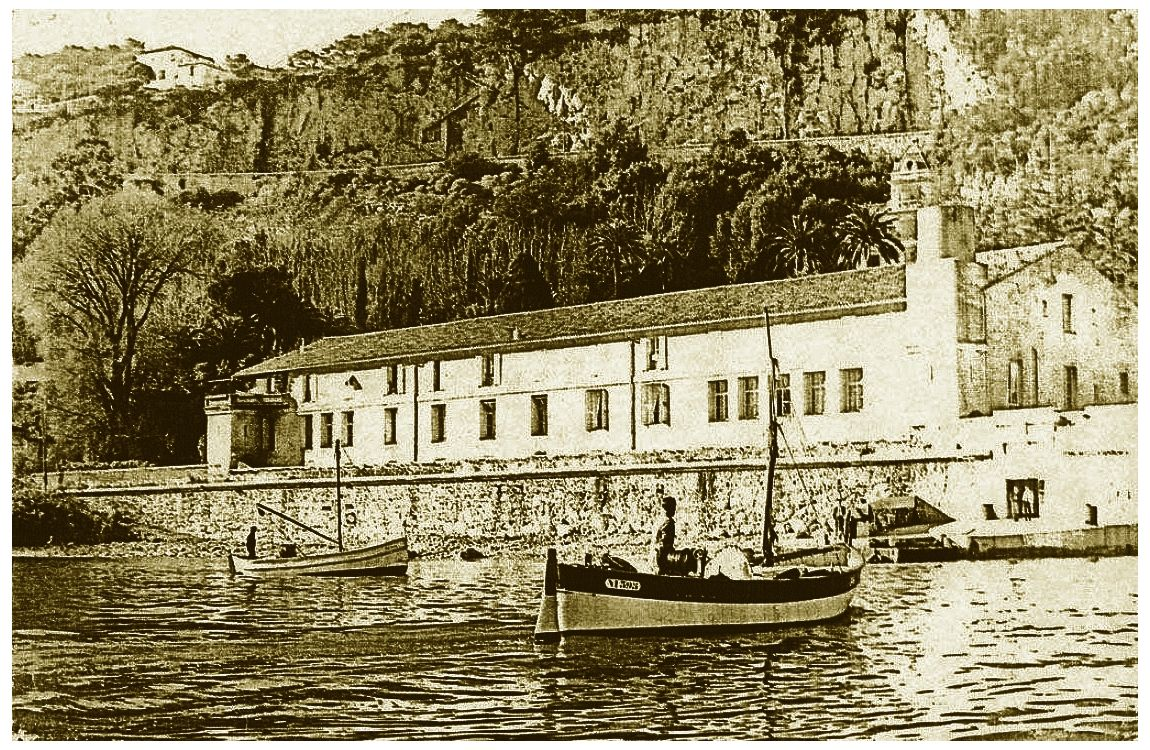
Вилла-Франкская зоологическая станция. 1898 год.

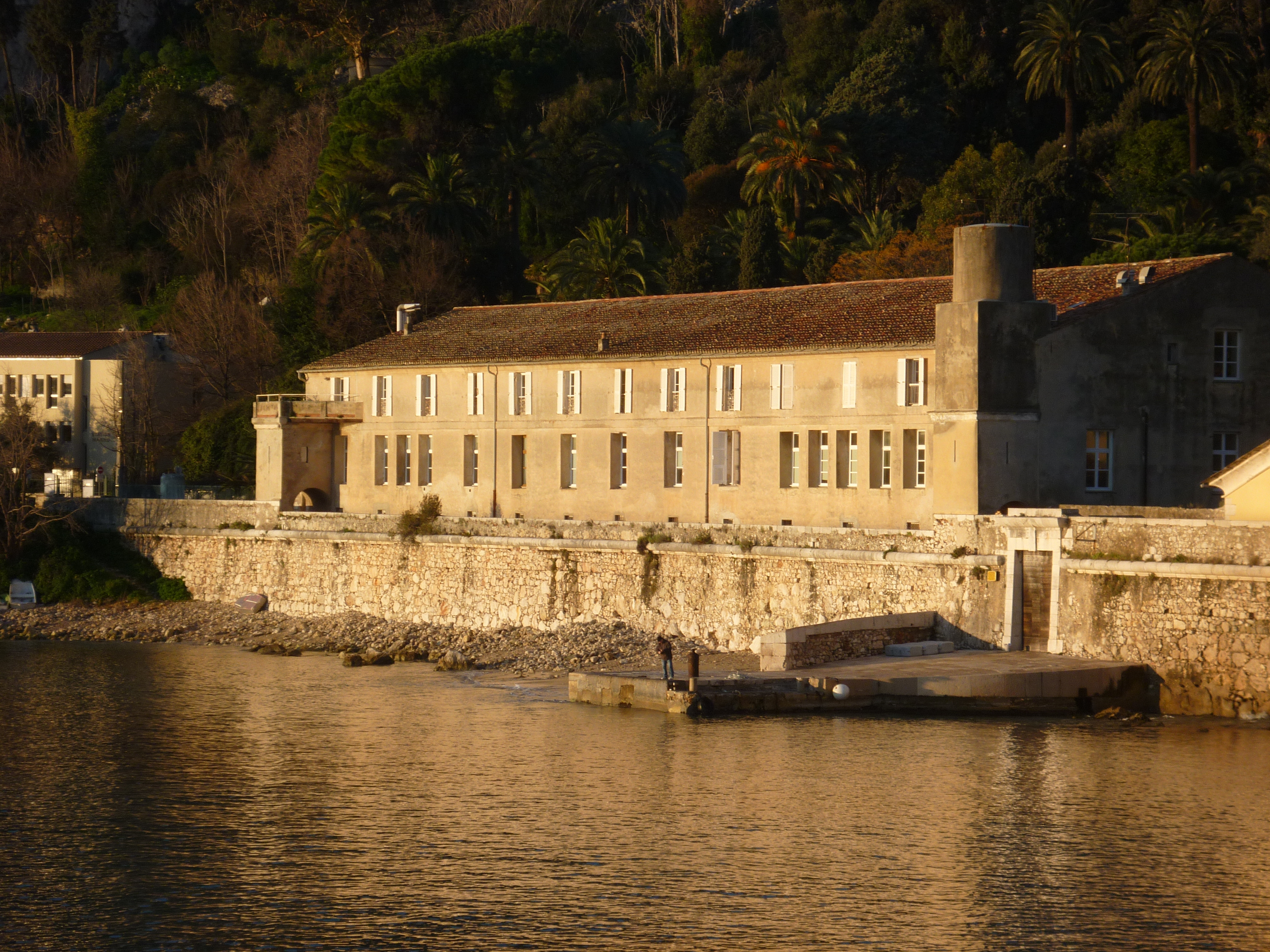
Океанологическая обсерватория Вилльфранша. 2013 год.

Вилла-Франкская зоологическая станция — одна из первых российских морских биологических станций, открытая в 1886 году на побережье Средиземного моря возле города Вильфранш-сюр-Мер, в шести километрах восточнее Ниццы.
Вилла-Франкская зоологическая станция Киевского университета Святого Владимира своим возникновением и существованием была обязана русскому флоту. В 1857—1878 годы здесь размещалась русская угольная станция для пополнения припасов на русских военных кораблях; здание бывшей сардинской каторжной тюрьмы, построенное в 1769 году, было безвозмездно передано Сардинским королевством в бессрочную аренду под базу русского флота (1857), а позднее аналогичный договор был заключен и с Францией. Одновременно, здесь проводили исследования русские учёные: Л. С. Ценковский, А. О. Ковалевский, Ф. В. Овсянников, М. М. Усов, А. П. Богданов (1873), Н. П. Вагнер, В. В. Заленский, М. С. Ганин, В. Н. Ульянин.
В 1880 году Ж. Барруа и Г. Фоль открыли в Виллафранке частную лабораторию, поскольку переговоры об организации здесь морской станции под эгидой России, начатые ещё 1879 году, поддержки в тот момент не получили.
В 1884 году земля и здание были переданы океанографической лаборатории. Ещё в 1874 году здесь студентом работал А. А. Коротнев, на личные средства которого в значительной мере была организована зоологическая станция. Главные задачи зоологической станции виделись Коротневу в организации практик по морской биологии для студенческой молодежи, что не делалось тогда на других станциях, и предоставлении возможности комфортной работы по разнообразным темам, связанным с морскими обитателями, специалистами-биологами. С самого начала станция имела интернациональный характер, хотя приезжающие из России пользовались некоторыми преимуществами.
К началу XX века благодаря покровительству Великого князя Михаила Александровича, министра финансов С. Ю. Витте, адмирала и генерал-адъютанта, управляющего Морским министерством Н. М. Чихачёва и министра народного просвещения П. С. Ванновского, а также активной помощи М. Ю. Поггенполя, заведующего сберегательно-вспомогательными кассами, чиновника Морского министерства и друга Коротнева, станция сначала получила единовременную дотацию в 26 000 руб., а затем и годовое содержание в 9 600 руб.

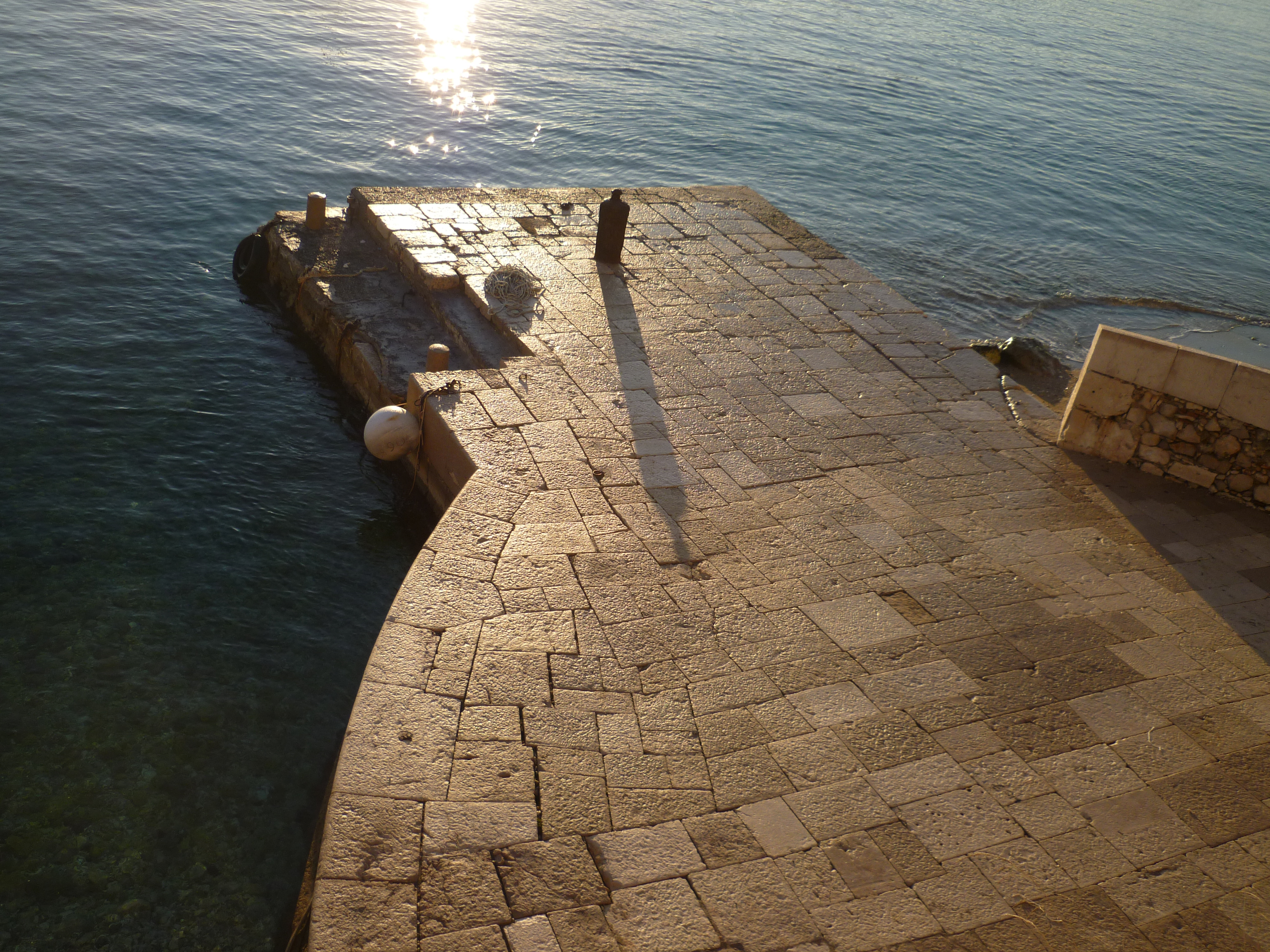
Причал на биостанции

У станции появилась парусномоторная яхта «Велелла», водоизмещением 7 тонн; были установлены большие аквариумы с проточной водой; значительно расширена библиотека, основу которой составляла коллекция В. Н. Ульянина. При станции имелся музей местной фауны, несколько комнат для проживания приезжающих, обширный сад. По технической оснащённости и привлекательности для студентов и специалистов Виллафранкская зоологическая станция уступала только Неаполитанской станции.
По характеру исследований первое место на станции занимали фаунистические работы. Сравнительно распространенными были и исследования в области эмбриологии, цитологии и гистологии. Основными объектами были представители морской фауны и флоры. Постепенно станция из чисто зоологической превращалась в биологическую.
Руководителем станции был А. А. Коротнев; его помощниками — А. Боллес-Ли, Е. Вебер (1888—1895) и М. М. Давыдов (1895—1915; с 1915 года — директор). В штат станции входили также ассистенты В. П. Гаряев, Т. Е. Тимофеев и Ф. А. Спичаков.
Фактически, до 1914 года, станция находилась под патронажем Морского Министерства. Она получала ежегодно 800 рублей от Киевского университета на содержание лаборанта.
На зоологической станции работали многие русские учёные, в их числе: А. Г. Гуревич, И. И. Пузанов, К. К. Сент-Илер, В. А. Караваев, В. М. Шимкевич, А. Н. Северцев, И. И. Соколов, Ю. Н. Вагнер, Д. Д. Педашенко, Н. К. Кольцов, а также иностранные: Ив Делаж (фр. Yves Delage), К. Гербст, Ганс Дриш, Рихард Гольдшмидт, американец Эдмунд Вильсон (англ. Edmund Beecher Wilson)
В 1914 году, при энергичной поддержке товарища министра народного просвещения В. Т. Шевякова станция была принята на баланс Министерства с официальным названием «Русская зоологическая станция имени проф. А. А. Коротнева» и годовым бюджетом в 18 000 руб. Однако с началом Первой мировой войны активные работы на станции были свернуты: только М. М. Давыдов, ассистент Г. П. Миттенс и один рыбак постоянно жили здесь. С осени 1914 по осень 1916 года лишь пять ученых посетили станцию. После октябрьской революции 1917 года станция лишилась финансирования. Для её экономической поддержки русскими учеными-эмигрантами в 1921 году был создан специальный комитет, в который вошли академик Н. И. Андрусов, профессора М. М. Новиков и С. И. Метальников, известный общественный деятель Е. П. Ковалевский. Организатором и вице-президентом Попечительского комитета Русской биологической станции стал Михаил Михайлович Новиков. Его авторитет помог ввести в Попечительский совет станции крупнейшие научные силы Чехословакии — Богумила Немеца, ректора Карлова университета, Бажанта — ректора Технического университета, и Бабака — ректора университета Брно. После получения незначительной помощи от французского правительства, комитет получил средства от Чешской академии наук, которая стала арендовать в Виллафранке 12 рабочих мест для своих учёных. Аренда предполагала достаточно солидное финансирование. Кроме того, благодаря Богумилу Немецу для станции была куплена моторная лодка. Стабильное финансирование в течение 7 лет со стороны Чехословакии (деньги предоставлялись в рамках акции Масарика) оживило станцию. Предполагалось также получить поддержку от некоторых организаций в США. Однако, фактически сменивший отошедшего от дел по старости Давыдова, Г. С. Трегубов (1886—1969), русский выпускник университета в Монпелье, повёл сепаратные переговоры с французским правительством о передаче станции под французскую юрисдикцию, инициировав судебное постановление о секвестре — административном патронаже станции со стороны французов (1928). Несмотря на протесты комитета, эта передача состоялась в 1931 году, когда станция вошла в состав Парижского университета. Фактически Трегубов продолжал руководить ею до 1956 года.
В 1989 году станция получила современное название: Observatoire Océanologique de Villefranche-sur-Mer («Океанологическая обсерватория Вилльфранша»). Она включает две научно-исследовательские лаборатории: Laboratoire de Biologie du Développement и Laboratoire d’Océanographie de Villefranche/Mer.

## Комментарии
1. ↑  На официальном сайте Observatoire Océanologique de Villefranche-sur-Mer Архивная копия от 29 мая 2013 на Wayback Machine (фр.) указывается иной год основания здесь первой лаборатории — 1882-й.